# Ángel Rueda
Ángel Rueda fue un político peruano. 
Fue elegido diputado por la provincia de La Convención en 1886 durante el gobierno del presidente Andrés Avelino Cáceres y reelecto en 1889 y 1892.